# Sovrani franchi
I regni franchi vennero governati da due dinastie principali, i Merovingi (che fondarono il reame) e successivamente i Carolingi. Una cronologia per i governanti Franchi è difficile da tracciare, in quanto il reame, secondo la vecchia tradizione germanica, venne frequentemente diviso tra i figli di un Re, al momento della sua morte, e quindi eventualmente riunificato. Per una spiegazione più dettagliata si veda la voce Franchi.

## Antichi sovrani

### Il popolo dei Franchi (fino al 420)
I Franchi erano in principio un amalgamo di diversi popoli germanici (il gruppo degli Istaevones, germani occidentali che vivevano tra il Reno e il Weser) i quali a sua volta provenivano presumibilmente dalla Scandinavia o Europa settentrionale in generale per poi stabilirsi nella regione che i romani chiamavano Germania Magna. Tra questi vi erano i Catti, Cauci, Bructeri, Camavi, Sigambri e altri che si coagularono in una confederazione. Vengono menzionati a partire dal III secolo dove attaccarono l'impero romano per poi stanziarsi nei suoi confini come foederati e dividersi in due gruppi – Franchi Sali (che presero il sopravvento) e Ripuari. Mentre parliamo di un periodo in cui non esistono istituzioni governative, le fonti antiche forniscono i nomi di alcuni capi tribali o duces dei Franchi, o comunque personaggi che ricoprirono cariche importanti romane rinforzando il potere del proprio popolo. La loro esistenza è però discussa e si mescolano alla leggenda.
- Franco – mitologico eponimo dei Franchi, che secondo la cronaca di Fredegario è da identificare con Astianatte, figlio di Ettore e nipote di Priamo, re di Troia.

#### Franchi Sali (fino al 420)
- Ortoade – vissuto nel I secolo (se è esistito)[5]
- Gennobaude – vissuto nel III secolo. Guidò i Franchi Sali contro Roma ma poi si sottomise a Massimiano[6]
- Anscarico e Merogaide – governarono insieme, e furono giustiziati da Costantino I nel 306.[7]
- Marcomero, Sunno e Genebaldo – guidarono una grande offensiva in Gallia settentrionale nel 388, venendo però ricacciati oltre il confine. Marcomero era il padre di Faramondo.
- Carietto – cacciatore franco al servizio dell'esercito romano.
- Mallobaude – combatté gli Alamanni per conto di Roma.
- Malarico – Primo a usare il titolo di rex invece del tradizionale dux.
- Ragnacario – Re franco rivale nei pressi di Cambrai.[8]
- Cararico – Re franco rivale nei pressi di Tongres.

#### Franchi Ripuari (fino al 420)
- Sigiberto lo Zoppo – guidò i vicini Franchi Ripuari al fianco dei Franchi Sali.
- Cloderico – uccise il padre per salire al trono.

## Merovingi

### Regno franco e sotto-regni (420-800)
L'era dei sovrani Merovingi va dalla nascita stessa del regno dei Franchi fino alla loro deposizione da parte di Pipino il Breve. Il capostipite Faramondo, come sopracitato, era figlio del comandante Marcomero. Clodione invece era figlio di Faramondo o forse figlio di Teodimiro, figlio di Ricomere il quale – assieme ad Arbogaste, Bautone e Merobaude – furono magistri militum al servizio di Roma e affrontarono proprio i Franchi.
- Faramondo (370-427)
- Teodimiro (c. V secolo)
- Clodione (427?-448)
- Meroveo (448-457)
- Childerico I (457-481)
- Clodoveo I (481-511)

Alla morte di Clodoveo, il regno venne diviso tra i suoi quattro figli:
| Neustria             | Borgogna                                | Austrasia                        | Lutezia                          |
| -------------------- | --------------------------------------- | -------------------------------- | -------------------------------- |
| Clotario I (511-561) | Clodomiro (511-524)                     | Teodorico I (511-534)            | Childeberto I (511-558)          |
| Clotario I (511-561) | Conquistato da Neustria e Lutezia (524) | Teodeberto I (534-548)           | Childeberto I (511-558)          |
| Clotario I (511-561) | Conquistato da Neustria e Lutezia (524) | Teodebaldo (548-555)             | Childeberto I (511-558)          |
| Clotario I (511-561) | Conquistato da Neustria e Lutezia (524) | Conquistato dalla Neustria (555) | Conquistato dalla Neustria (558) |

- Clotario I (558-561)

Dopo la morte di Clotario (che era riuscito a riconquistare gli altri tre regni dopo la morte dei suoi parenti), i domini vennero nuovamente suddivisi tra i suoi figli.
| Neustria               | Lutezia                                             | Borgogna                         | Austrasia                        |
| ---------------------- | --------------------------------------------------- | -------------------------------- | -------------------------------- |
| Chilperico I (561-584) | Cariberto I (561-567)                               | Gontrano (561-592)               | Sigeberto I (561-575)            |
| Clotario II (584-629)  | Conquistato da Neustria, Borgogna e Austrasia (567) | Gontrano (561-592)               | Childeberto II (575-595)         |
| Clotario II (584-629)  | Conquistato da Neustria, Borgogna e Austrasia (567) | Conquistato dalla Neustria (592) | Teodeberto II (595-612)          |
| Clotario II (584-629)  | Conquistato da Neustria, Borgogna e Austrasia (567) | Conquistato dalla Neustria (592) | Teodorico II (612-613)           |
| Clotario II (584-629)  | Conquistato da Neustria, Borgogna e Austrasia (567) | Conquistato dalla Neustria (592) | Sigeberto II (613)               |
| Clotario II (584-629)  | Conquistato da Neustria, Borgogna e Austrasia (567) | Conquistato dalla Neustria (592) | Conquistato dalla Neustria (613) |

- Clotario II (613-629)

Dopo la morte di Clotario, gran parte del regno fu ereditato dal primo figlio Dagoberto, ma una parte venne concessa al fratello:
| Neustria, Austrasia, Borgogna | Aquitania                                           |
| ----------------------------- | --------------------------------------------------- |
| Dagoberto I (629-639)         | Cariberto II (629-632)                              |
| Dagoberto I (629-639)         | Chilperico (632)                                    |
| Dagoberto I (629-639)         | Conquistato da Neustria, Austrasia e Borgogna (632) |

- Dagoberto I (632-639)

Dopo la morte di Dagoberto I, il regno venne suddiviso ancora tra la prole:
| Austrasia                            | Neustria, Borgogna             |
| ------------------------------------ | ------------------------------ |
| Sigeberto III (639-656)              | Clodoveo II (639-658)          |
| Childeberto l'Adottato (656-657/661) | Clotario III (658-662)         |
| Clotario III (657/661-662)           | Teodorico III (673)            |
| Childerico II (662-673)              | Conquistato da Austrasia (673) |

- Childerico II (673-675)
- Clodoveo III (675-676)

Il regno venne suddiviso un'ultima volta:
| Austrasia                          | Neustria, Borgogna      |
| ---------------------------------- | ----------------------- |
| Dagoberto II (676-679)             | Teodorico III (676-679) |
| Conquistato da Neustria e Borgogna | Teodorico III (676-679) |

- Teodorico III (679-691)
- Clodoveo IV (691-695)
- Childeberto III (695-711)
- Dagoberto III (711-715)
- Chilperico II (715-721)
- Teodorico IV (721-737)
- trono vacante (737-743)[N 1]
- Childerico III (743-751)

## Carolingi

### Impero carolingio (800-843)
L'era dei sovrani carolingi va dalla loro usurpazione del trono Merovingio fino all'estinzione della famiglia durante la suddivisione e la trasformazione del loro impero. Inizialmente la famiglia (le quali origini sono celate nel mistero, ma si sa che discendevano da Sant'Arnolfo e Pipino di Landen) svolgeva il prestigioso incarico di maestro di palazzo sotto i re Merovingi, governando de facto il regno e controllando i "re fannulloni". Vengono inclusi i maestri di palazzo della famiglia che ebbero una grande influenza sul regno.
- Pipino di Landen o Pipino I il Vecchio (maestro di Austrasia nel 623-633 e 639-640)
- Pipino di Herstal o Pipino II il Giovane (maestro di Austrasia e Neustria nel 680-714)
- Carlo Martello (maestro di Austrasia e Neustria nel 716-741)
- Carlomanno (maestro di Austrasia nel 741-747)
- Pipino III il Breve (maestro di Neustria nel 741-751)

Carlo Martello prese il trono nel periodo vacante e alla fine il figlio Pipino il Breve usurpò definitivamente il trono e si proclamò ufficialmente re dei Franchi.
- Carlo Martello (de facto 737-743)
- Pipino III il Breve (751-768)
- Carlo Magno (768-814), Carlomanno I (768-771)
- Ludovico I il Pio (814-840)

Il Regno Franco venne quindi diviso con il Trattato di Verdun, nell'843, tra i figli di Ludovico il Pio. Vengono elencati solo i membri della dinastia Carolingia che governarono i regni. In corsivo sono presentati i re di altre dinastie mentre in grassetto sono presentati re che si dichiararono imperatori di tutti i Franchi.

### Regno dei Franchi Orientali (843-962)
- Ludovico II il Germanico (843-876)

Alla sua morte i figli si spartirono il regno:
| Baviera                         | Sassonia                          | Alemannia                     |
| ------------------------------- | --------------------------------- | ----------------------------- |
| Carlomanno di Baviera (876-880) | Ludovico III il Giovane (876-882) | Carlo III il Grosso (876-887) |
| Conquista dalla Sassonia (880)  | Conquista dall'Alemannia (882)    | Carlo III il Grosso (876-887) |

- Carlo III il Grosso (876-888) anche re dei Franchi Occidentali, re d'Italia
- Arnolfo di Carinzia (887-899) anche re d'Italia
- Ludovico IV il Fanciullo (899-911)
- Corrado I di Franconia (Corradinidi)
- Enrico I di Sassonia (Liudolfingi/Ottoniani)
- Ottone I di Sassonia (Liudolfingi/Ottoniani)
  - Sovrani di Germania

### Regno dei Franchi Occidentali (843-987)
- Carlo il Calvo (843-877)
- Luigi II di Francia (877-879)
- Luigi III di Francia (879-882), Carlomanno II (879-884)
- Carlo III il Grosso (876-888) anche re dei Franchi orientali, re d'Italia
- Oddone (Robertingi)
- Carlo III il Semplice (898-922)
- Roberto I (Robertingi)
- Rodolfo (Bosonidi)
- Luigi IV d'Oltremare (936-954)
- Lotario IV (954-986)
- Luigi V il Fannullone (986-987)
- Ugo Capeto (Capetingi)
  - Sovrani di Francia

### Francia Media (843-855)
- Lotario I (843-855)

Nell'855 il regno venne spartito tra i figli con il trattato di Prüm.

#### Lotaringia (855-870)
- Lotario II (855-869)

Spartito tra regno dei Franchi Orientali ed Occidentali con il trattato di Meerssen ma riportato con il trattato di Ribemont.
- Sventibaldo di Lotaringia (895-900)
  - Duchi di Lorena

Smembrato in ducati all'interno del Sacro Romano Impero.

#### Provenza (855-863)
- Carlo di Provenza (855-863)
  - Governanti della Provenza

Conquistato dal regno dei Franchi Occidentali.

#### Italia (855-875)
- Ludovico II il Giovane (855-875)
- Carlo il Calvo (876-877) anche re dei Franchi occidentali
- Carlomanno di Baviera (877-879) anche re dei Franchi orientali in Baviera
- Carlo III il Grosso (880-888) anche re dei Franchi occidentali, orientali
- Berengario del Friuli (Unrochingi), Guido II di Spoleto (Guidonidi), Lamberto II di Spoleto (Guidonidi), Arnolfo di Carinzia (887-899) anche re dei Franchi orientali, Ludovico il Cieco (Bosonidi)
- Rodolfo II di Borgogna (Vecchi Welfen)
- Ugo di Provenza (Bosonidi)
- Lotario II (Bosonidi)
- Berengario II (Anscarici)
- Adalberto II d'Ivrea (Anscarici)
  - Sovrani d'Italia

Conquistato dal regno dei Franchi Orientali.

## Documentazione
Documento sulla storia della Francia del primo medioevo sono le Grandes Chroniques de France, che trattano, in particolare nell'esemplare prodotto per Carlo V di Francia tra il 1370 e il 1380, la saga di tre grandi dinastie, i Merovingi, i Carolingi e i Capetingi, sovrani di Francia. Il documento fu prodotto e probabilmente commissionato durante la guerra dei cent'anni, lotta dinastica tra i sovrani di Francia e Inghilterra per la rivendicazione del trono francese, e dovrebbe perciò essere letto e soppesato attentamente come fonte, a causa del suo taglio presumibilmente tendenzioso.